# ロスチャイルド家 (映画)
『ロスチャイルド家（独：Die Rothschilds）』は、1940年に公開されたナチス・ドイツの反ユダヤ主義・ユダヤ陰謀論のプロパガンダ映画。

## 制作者と制作意図
宣伝相ヨーゼフ・ゲッベルスの肝いりでナチ党所有の映画会社ウーファによって制作された。ゲッベルスはこの映画について歴史的事実を描いた歴史映画であって反ユダヤ映画ではないと主張し、宣伝にあたっても反ユダヤ宣伝を行わなかったが、結局その内容はユダヤの「世界制覇の陰謀」を描く映画だった。
ロスチャイルド家は19世紀には繁栄したものの、この映画が作成された20世紀半ばにはすっかり衰退しており、漠然とした金融イメージだけが残る存在と化していた。しかしそのイメージはナチスが全ての悪の元凶とする「国際金融ユダヤ人」のイメージにぴったりであった。ナチスはこの映画以外にも多くの反ユダヤ主義映画を作ったが、そのどれにもユダヤ人のイメージとして「ロスチャイルドのイメージ」が利用されたといえる。

## 内容
ロスチャイルド家（ロートシルト家）の創始者であるマイヤー・アムシェルとその息子でロンドン・ロスチャイルド家の祖であるネイサンが、「悪辣な手段で財閥の基礎を築いた」という歴史観のもと、初代マイヤー・アムシェルは傭兵業で「他人の血」を売り飛ばして財閥の基礎を築いた男として描き、主役であるその息子ネイサンは、ワーテルローの戦いにおいてナポレオンの勝利という偽情報を流すことでイギリス銀行家を騙して巨万の富を得た男として描かれている。
ネイサンが「ユダヤの卑しい本性」を露わにして、商売敵の銀行家の娘であるブロンドの美女を卑劣な手段で手に入れようとするも、彼女は「アーリア人の血の誇り」を示して拒絶するというシーンもある。
そして映画の終盤にはネイサンがイギリスの財務官僚の前でロスチャイルド家の「野望」を「明らか」にする。ロスチャイルド家の通商の拠点を結んでいくと六芒星（ダビデの星）が浮かび上がり、その一番下にはエルサレムが示されているという内容である。

## キャスト
- ネイサン・メイアー・ロスチャイルド：カール・クールマン（ドイツ語版）[6]
- マイアー・アムシェル・ロートシルト：エーリヒ・ポント（ドイツ語版）[6]
- ジャコブ・マイエール・ド・ロチルド：アルベルト・リッペルト（ドイツ語版）[6]
- ブロンシュタイン：ハンス・スティーブナー（ドイツ語版）[6]
- ターナー：ヘルベルト・ヒューブナー（ドイツ語版）[6]
- シルヴィア・ターナー：ヒルダ・ヴァイザー（ドイツ語版）[6]
- ルイ18世：ハンス・ライベル（ドイツ語版）[6]
- フーシェ：ベルンハルト・ミネッティ[6]
- ジョージ・クライトン：ヘルベルト・ウィルク（ドイツ語版）[6]
- ベーリング：アルベルト・フロラート（ドイツ語版）[6]
- ウェリントン公爵：ヴァルデマール・ライトゲープ（ドイツ語版）[6]
- ヘリス（英語版）：ヴァルター・フランク（ドイツ語版）[6]
- ヴィトロール男爵：ヒューベルト・フォン・マイヤーリンク（ドイツ語版）
- ヘッセン選帝侯ヴィルヘルム1世：ミヒャエル・ボーネン（ドイツ語版）
- ハリエット：ウルスラ・ダイネルト（ドイツ語版）